# 坎蒂利亚纳
坎蒂利亚纳，是西班牙安达卢西亚自治区塞维利亚省的一个市镇。 总面积108平方公里，总人口8934人（2001年），人口密度83人/平方公里。